# Елисеева, Лина Яковлевна
Лина Яковлевна Елисеева (в замужестве Юдина, 1907—1979) — советская лётчица, участница Великой Отечественной войны, комиссар авиационного полка.

## Биография
Родилась 10 июня 1907 года в селе Топки Орловской губернии в крестьянской семье.
Окончив школу, поступила в Качинскую военную авиационную школу лётчиков-истребителей (ныне Качинское высшее военное авиационное училище лётчиков). По её окончании, с 1933 года, летала на самолётах-истребителях. Затем окончила военную академию.
В начале Великой Отечественной войны вместе с лётчицей М. М. Расковой участвовала в формировании женских авиационных полков. В составе одного из них — 587-го бомбардировочного авиационного полка, ушла на фронт в качестве комиссара этого полка. Затем стала заместителем командира по политчасти 125-го гвардейского бомбардировочного авиационного полка. Войну окончила в звании подполковника.
Была награждена орденами Красного Знамени и Отечественной войны 2-й степени, двумя орденами Красной Звезды, а также медалями, в числе которых «За оборону Кавказа», «За боевые заслуги», «За оборону Сталинграда», «За взятие Берлина».
После войны жила в Ленинградской области. В 1976 году в ленинградской школе № 409 был создан музей боевой славы 125-го Гвардейского авиационного бомбардировочного полка, основателями которого стали бывший завуч школы — Воронцова Воля Ивановна и комиссар этого полка — Елисеева Лина Яковлевна.
Умерла Лина Яковлевна в 1979 году и была похоронена на Казанском кладбище Царского Села.
В краеведческом музее Топковской школы имеется материал о Л. Я. Елисеевой.